# Massacres du Bugesera
Les massacres du Bugesera sont une flambée de violences menée par la communauté Hutu, encadrée par les autorités civiles et militaires, contre des civils Tutsi de la région du Bugesera située au sud-est du Rwanda, en mars 1992, après diffusion d'une fausse information sur les ondes de Radio Rwanda. Certains observateurs y voient le prélude au génocide des Tutsi au Rwanda qui a eu lieu en 1994.

## Histoire
Le Bugesera, district situé au sud-est de Kigali et limitrophe du Burundi, comprend trois secteurs : Kanzenze, Gashora et Ngenda. Des Tutsi y sont « installés de force après novembre 1959, lorsque fut créé le camp de Nyamata ». Ils constituent, selon les zones, jusqu'à 40% de la population.

### Préparation des tueries: le rôle des médias dans la diffusion de fausses informations
La station publique Radio Rwanda tombe aux mains d'extrémistes Hutu qui diffusent une propagande haineuse. En 1992, sur ordre de Ferdinand Nahimana, Radio Rwanda diffuse une fausse information : les Tutsi, via le Front patriotique rwandais (FPR), auraient prétendument établi une liste de personnes à abattre,. Fin février ou début mars, Radio Rwanda donne en effet lecture d'un tract, « faussement attribué au Parti libéral (PL, opposition), [qui] affirmait qu'une vingtaine de personnalités d'origine hutue — ethnie majoritaire au Rwanda et dominante au sein du gouvernement — allaient être assassinées » : le prétendu document est censé émaner d'un « comité pour la non-violence au Rwanda » qui dévoilerait ainsi un plan de déstabilisation dont la troisième phase, imminente, serait déclenchée grâce à des « agents terroristes étrangers » s'infiltrant dans la population. L'annonce est répétée plusieurs fois au cours des jours suivants,. En parallèle, Hassan Ngeze, directeur de la revue Kangura, se rend sur place à la même période pour, lui aussi, propager de fausses informations. Évoquant le danger d'une attaque de la part d'« Inyenzi », l'un des tracts qu'il distribue le 1er mars à la population se termine par « Il ne faut pas qu'ils [les Inyenzi] nous échappent ! », éléments de langage faisant écho à ceux de Léon Mugesera. Pour Alison Des Forges, il s'agit d'un cas typique d'accusation en miroir, technique propagandiste qui consiste à attribuer au camp opposé ce que l'on se prépare à faire afin que les auditeurs se sentent menacés puis agissent avec le sentiment de se trouver en situation de « légitime défense ».

### Déclenchement des massacres: l'action de la population coordonnée par les autorités civiles et militaires
Le 4 mars, des Tutsi sont pris pour cibles dans plusieurs localités,. Les actes de violences ont lieu du 4 au 9-10 mars,. Ils sont le fait de « paysans sous la conduite de leur bourgmestre », mais des témoins rapportent que les groupes étaient encadrés par des agents « amenés de l'extérieur » : des miliciens et des militaires hutu (FAR), dont certains de la garde présidentielle. Le rôle des FAR, davantage « passif », demeure efficace : ils désarment ceux qui essayent de se défendre puis barrent le passage vers la paroisse de Nyamata ce qui laisse donc les Tutsi aux mains des assaillants. En outre, les autorités civiles et militaires rassemblent les Tutsi dans certains lieux, à l'instar de bureaux communaux, où ils sont ensuite assassinés collectivement. Néanmoins, elles ne tentent pas de pénétrer dans les églises, où de nombreux civils — entre 10 000 et 15 000 — trouvent refuge spontanément : si l'accès à la nourriture et à l'eau est coupé pour forcer les Tutsi à rentrer chez eux, les autorités ne disposent pas encore d'une organisation et d'une logistique suffisantes pour attaquer ces sanctuaires contrairement à ce qui se passera durant les trois mois du génocide deux ans plus tard. Jean-Baptiste Gatete, bourgmestre de Murambi et condamné postérieurement par le TPIR, participe aux exactions.
Sur le moment, le ministre de l'intérieur Sylvestre Nsanzimana annonce soixante morts, tandis que l'opposition en annonce cent cinquante, ainsi que l'incendie volontaire de centaines de maisons, laissant entre « six mille et neuf mille civils tutsis » sans abri ni nourriture. Le bilan final selon le gouvernement rwandais s'élève à 182 morts. La flambée de violence a causé, en réalité, au moins 300 morts,,.
Interrogé par les membres d'une mission d'enquête réunissant plusieurs ONG, le bourgmestre de Kanzenze, Fidèle Rwambuka nie d'abord connaître l'origine des violences puis présente ensuite une lettre rédigée par certains de ses administrés afin de le disculper, lettre qui tente de justifier les tueries commises au motif de « diffamations » qui auraient été prononcées, par des « militants Tutsi », à l'encontre de l'édile, lors d'une réunion tenue le 1er mars 1992. Sa responsabilité et celle du sous-préfet est pourtant établie dès le 9 mars par l'ambassade de France au Rwanda qui envoie deux collaborateurs sur place, de même que l'implication de la gendarmerie. Le rapport Duclert ajoute que si Georges Martres — ambassadeur en poste au moment des faits — ne nie pas le caractère ethnique des violences, toutefois, « les choses sont euphémisées ».

### Conséquences

#### Limogeage de Ferdinand Nahimana
Après l'installation du gouvernement de coalition en avril 1992, le MDR, le PL et le PSD réclament des changements au sein des médias, en particulier Radio Rwanda,. Ceci est doublé d'une pression internationale qui ne laisse pas d'autre choix à Juvénal Habyarimana que d'agir,. À cause de son rôle dans les massacres du Bugesera qu'il a contribué à déclencher, Ferdinand Nahimana est donc congédié de son poste de directeur de l'ORINFOR (Office Rwandais d'Information) d'où il avait coordonné la station publique de radio, sans aucune autre sanction. Il ouvre alors, avec des associés, une station de radio privée : la Radio télévision libre des Mille Collines (RTLM), qui a joué un rôle déterminant dans l'incitation au génocide et dont les premières émissions commencent en juillet 1993.

#### Sur le plan judiciaire
Le parquet de Kigali arrête environ 450 individus dont beaucoup sont libérés très rapidement, d'autres en raison d’un vice procédural ; dix mois après les faits, personne n'a été jugé et les rescapés n'ont reçu aucune restitution.

### Inscription des massacres du Bugesera à l'échelle d'un pays: un «scénario de répétition»
Rétrospectivement, les massacres du Bugesera sont considérés comme un prélude aux cent journées d'extermination qui ont commencé en avril 1994. En effet, les tueries de mars 1992 ne sont pas isolées et constituent un « scénario de répétition » dans différents endroits du pays avant la mise en œuvre du génocide. Le schéma est invariablement le même : la population se mobilise, en parallèle de l'utilisation des milices Interahamwe dirigées par le parti présidentiel, grâce à une « mise en condition » opérée par l'ensemble des échelons au niveau civil (bourgmestre, sous-préfet, préfet), des notables du MRND — ancien parti unique jusqu'en 1991 — mais également les moyens de communication dont la radio,. Les autorités militaires sont aussi mises à contribution, au moins au Bugesera et lors des massacres des Bagogwe.
Plus d'une douzaine de localités sont ainsi utilisées comme zone test : entre octobre 1990 et janvier 1993, la commune de Kibilira est touchée à trois reprises ; en janvier-février 1991 puis en décembre 1992 et janvier 1993, des attaques sont organisées à d'autres endroits du nord-ouest du Rwanda, par exemple à Gisenyi ; en août 1992, c'est au tour des localités situées dans le giron de Kibuye. La troisième attaque de Kibilira et les événements du Bugesera se déroulent de façon semblable : la première journée est consacrée à l'atteinte aux biens : pillage du bétail et des récoltes, incendie des habitations ; si la population ne s'active pas assez vite, alors les meurtres de Tutsi commencent. En d'autres termes, la « socialisation par la violence » constitue une étape obligatoire du conditionnement psychologique ; dans le cas du Rwanda, ce sont les forces de l'ordre qui initient la population à la violence extrême selon Gabriel Périès et David Servenay, rejoints par Filip Reyntjens qui résume de cette façon en parlant du Bugesera : « [o]n a dû lancer les tueries en tuant, il faut d’abord faire en sorte que les gens s’habituent à tuer ». Environ 2 000 Tutsi et quelques dizaines de Hutu sont tués au cours de ces événements.
Certains diplomates — représentants d'Etats occidentaux et bailleurs de fonds du Rwanda — sont emmenés sur les lieux des crimes par des représentants de la société civile afin qu'ils fassent pression sur le gouvernement rwandais. Cependant, les quelques protestations émises lors de rencontres officielles n'infléchissent pas la ligne suivie par Juvénal Habyarimana qui continue « d'utiliser les violences ethniques comme le moyen de conserver le pouvoir politique ». En effet, d'une part, les bailleurs de fonds pensent que les exactions commises ne sont qu'une conséquence de la guerre débutée en 1990 ; d'autre part, le président rwandais comprend que la communauté internationale est réticente à intervenir : il lui suffit donc, lorsqu'il est interrogé, d'exprimer des regrets et de promettre qu'il n'y aura plus de violations des droits de l'Homme selon Alison Des Forges.
En janvier 1993, Jean Carbonare, qui rentre d'une mission d'enquête de la Fédération internationale des droits de l'homme au Rwanda, alerte, en direct sur le journal d'Antenne 2, sur le caractère génocidaire des actes commis depuis le début de la décennie 1990,.